# Abbaye Saint-André de Lavaudieu
Pour les articles homonymes, voir Abbaye Saint-André.
L'abbaye Saint-André est un ancien prieuré de moniales bénédictines qui se dresse sur le territoire de la commune de Lavaudieu, dans le   département de la Haute-Loire, en région Auvergne-Rhône-Alpes. Elle dépendait de l'abbaye de la Chaise-Dieu et de l'ancien diocèse de Saint-Flour.
Protégé totalement aux monuments historiques, les bâtiments, possessions de la commune, se visitent.

## Historique

### XeetXIesiècles
Une première mention du site apparaît en 909, qui s'appelle alors Comps.
La terre est donnée vers 1050 par Raoul de Lugeac, seigneur de Lugeac, à l'abbaye de la Chaise-Dieu qui doit répondre au nombre important de vocations féminines. Il cherchait à créer un prieuré conventuel de moniales dans un site moins froid que le plateau du Livradois. Un monastère de religieuses bénédictines est fondé en 1057 par Robert de Turlande, fondateur de l'abbaye de la Chaise-Dieu. Cette donation est confirmée par Rancon, évêque d'Auvergne, en 1050 et par le roi Henri Ier, en 1052. Cette donation est confirmée en 1066 par Raoul ou Radulphe de Lugeac, abbé de Brioude. Le lieu est connu jusqu'au XVe siècle sous le nom de Saint-André-de-Comps, avant de prendre celui de Vallus Dei (Vallée de Dieu) dont Lavaudieu est la forme simplifiée. Le prieuré connaît son apogée au XIIe siècle où de nombreuses donations permettent l'érection de l'ensemble des bâtiments monastiques.
En 1070, Judith, fille du comte d'Auvergne Robert II (1060-1096) et de Judith, sœur du comte de Melgueil, se retire dans ce prieuré. Cela va entraîner des donations importantes.

### XIIeetXIIIesiècles
En 1173, Guillaume VII le Jeune et son fils Robert, dauphin d'Auvergne, donnent la terre de Touls située dans le Cantal à condition d'y établir un prieuré.
L'église prieurale, le cloître et des bâtiments du prieuré sont réalisés au XIIe siècle. La partie la plus ancienne du cloître est celle située sur le côté ouest.
Le pape Alexandre III donne en 1176 une bulle de protection du monastère fixant les privilèges du monastère et confirmant les dons qui lui ont été faits.
Des chapelles latérales sont édifiées sur le côté nord de la nef de l'église au XIIIe siècle.

### XIVeetXVesiècles
Le cycle de peintures de la nef de l'église prieurale est peint au XIVe siècle. Il représente la Crucifixion sur le mur triomphal, cinq scènes de la Passion du Christ côté nord et côté sud quatre scènes n'ayant apparemment pas de lien entre elles dont la célèbre mort noire personnifiant la peste (la mort lançant ses flèches (la peste) au hasard). La position haute de ce cycle de peintures vient de la présence de tribunes en bois qui ont aujourd'hui disparu. Une inscription donne la date de 1315, époque où Louise de Vissac est prieure.

### XVIeetXVIIesiècles
Au XVIe siècle l'abbaye passe en commende pendant le règne de François Ier. À partir du concordat de Bologne, en 1516, le roi de France se réserve le droit de nommer les abbés commendataires, qui peuvent être des laïcs. Ces abbés perçoivent les revenus de leurs abbayes et délèguent le pouvoir spirituel aux prieurs.
Le monastère abandonne alors la règle bénédictine pour adopter celle des chanoinesses. Le recrutement s'effectue alors parmi la noblesse auvergnate. Les chanoinesses abandonnent le dortoir situé au-dessus du cloître et décident de vivre dans des maisons individuelles construites à l'arrière du monastère. Elles continuent à prononcer les trois vœux monastiques et pratiquent les exercices religieux en commun mais leur application s'assouplit.
La fresque du martyre de sainte Ursule dans l'église est réalisée au XVIe siècle.

### XVIIIeetXIXesiècles
À partir de 1718, les trois dernières prieures portent le titre d'abbesse.
Au XVIIIe siècle, sont aménagés des appartements pour l'abbesse au-dessus de la galerie ouest du cloître.
C'est dans ce lieu retiré que le cardinal de Rohan, exilé à la Chaise-Dieu, finit par trouver refuge, après la scandaleuse affaire du collier de la reine en 1786.
Les chanoinesses doivent quitter le monastère en 1791.
En 1792, l'abbaye est vendue comme bien national. Elle est alors décomposée en plusieurs lots vendus à des agriculteurs qui transforment le cloître en bâtiment de ferme. Le côté ouest du cloître est modifié pour permettre la stabulation des vaches et le passage des charrettes. Le clocher est tronqué en 1793 pendant la Révolution française.
En 1896, sont découverts des fragments d'une peinture datant du XIIe siècle sur le mur est de la salle située côté sud du cloître représentant le Christ en majesté au-dessus de la Vierge entourée des apôtres. Cette salle a servi de réfectoire à un moment de l'histoire du prieuré (passe-plats avec la cuisine située à l'ouest de la salle, aujourd'hui démolie) mais la qualité de cette peinture pourrait faire penser qu'elle a été faite pour une chapelle.

### XXeetXXIesiècles
Les fresques de l'église ont été découvertes en 1966-1967.
Elle sert de décor au film Les Rivières pourpres 2 : Les Anges de l'apocalypse d'Olivier Dahan. Au début du film, elle est nommée « abbaye de Labaudieu ».

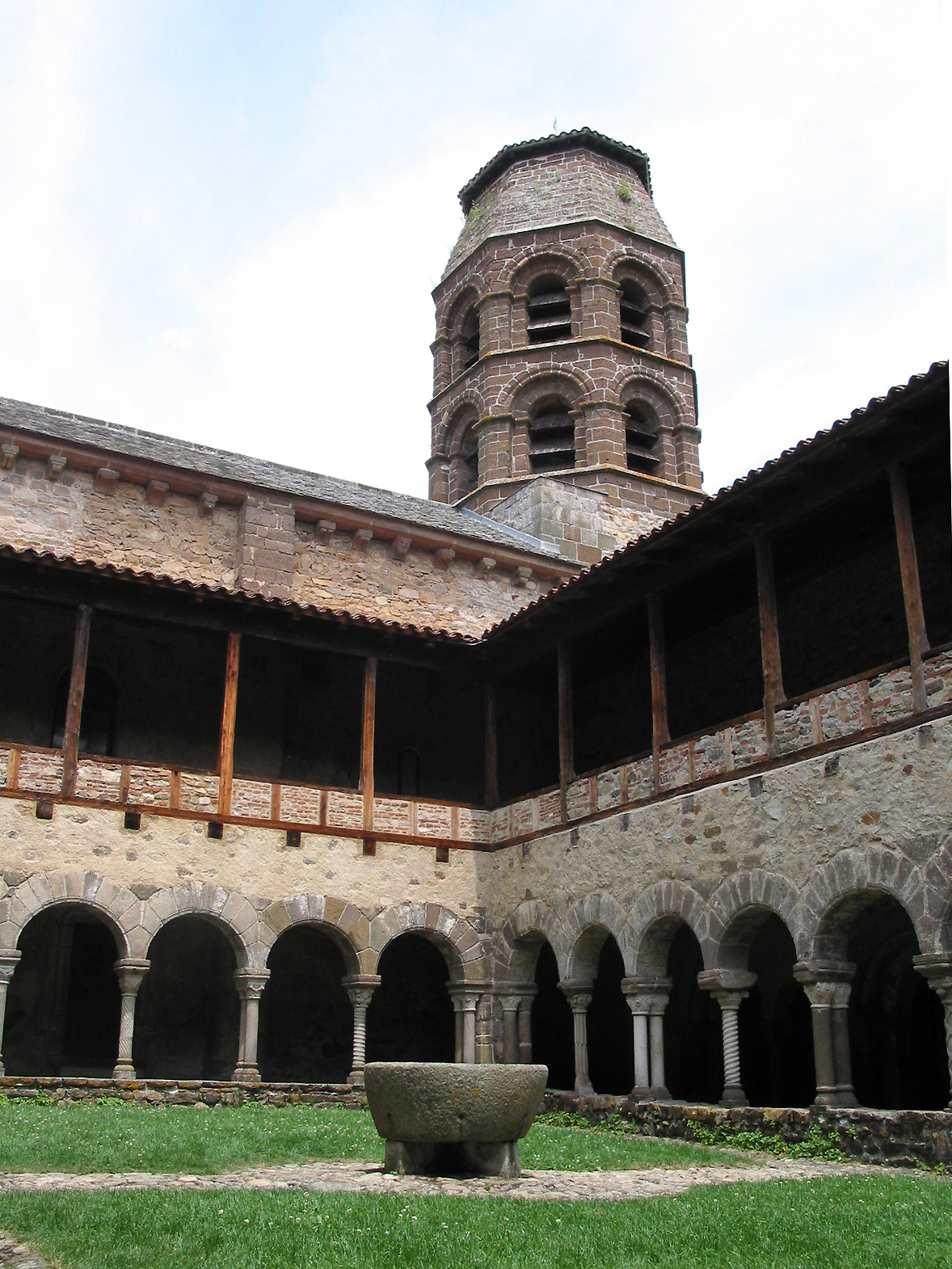
Le cloître (XIe – XIIe siècle).
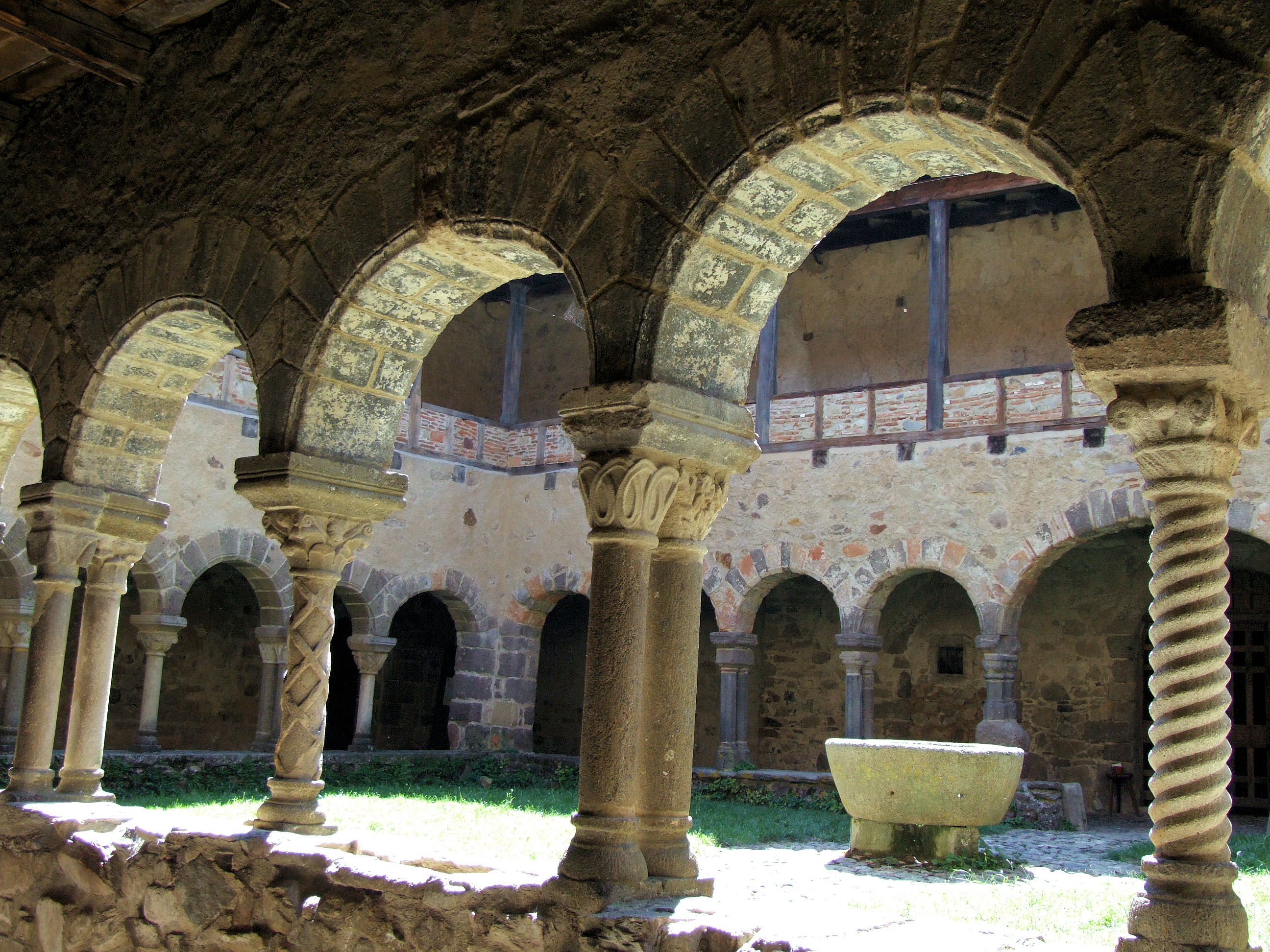
Le cloître.
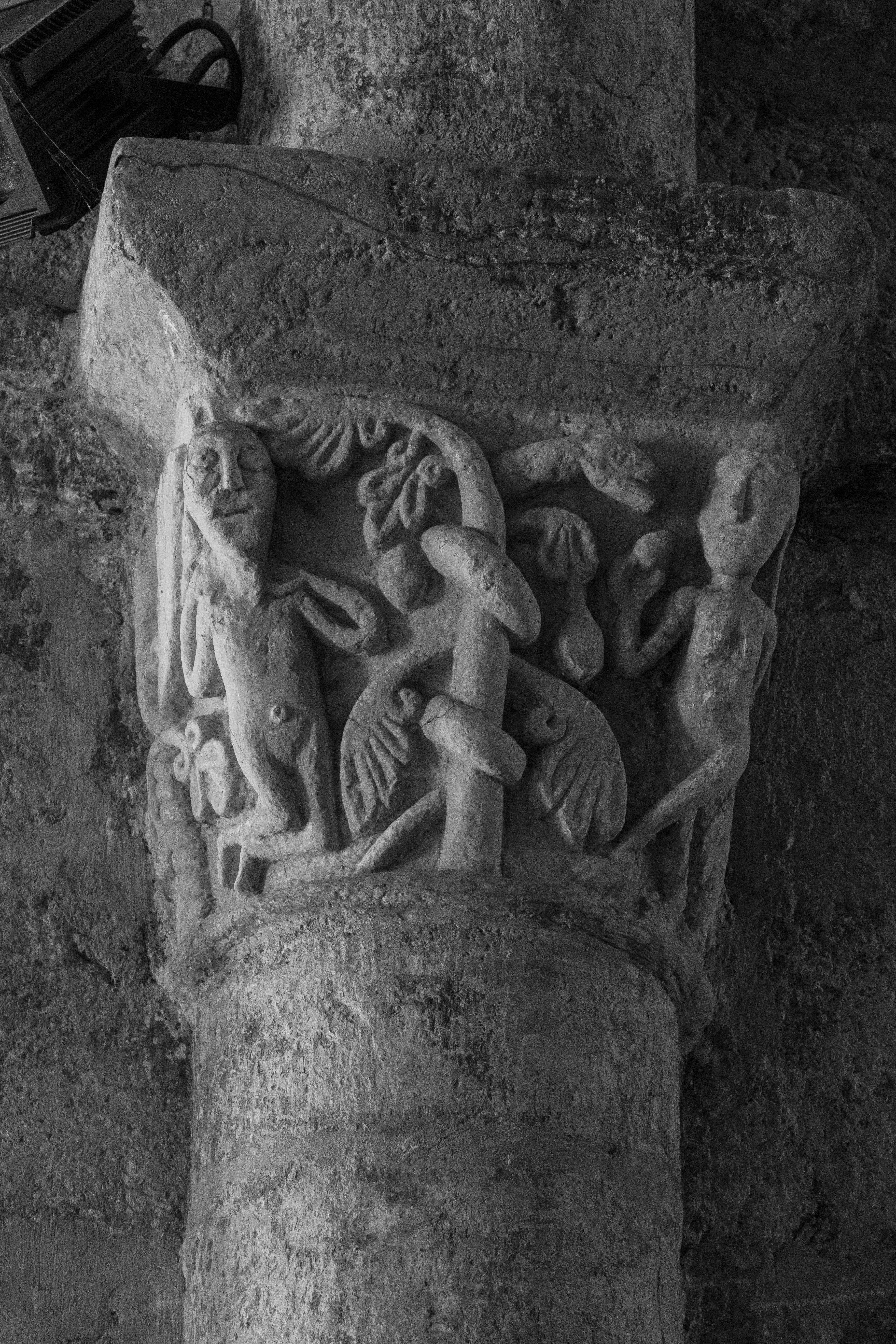
Chapiteau Adam et Ève à la croisée du transept.
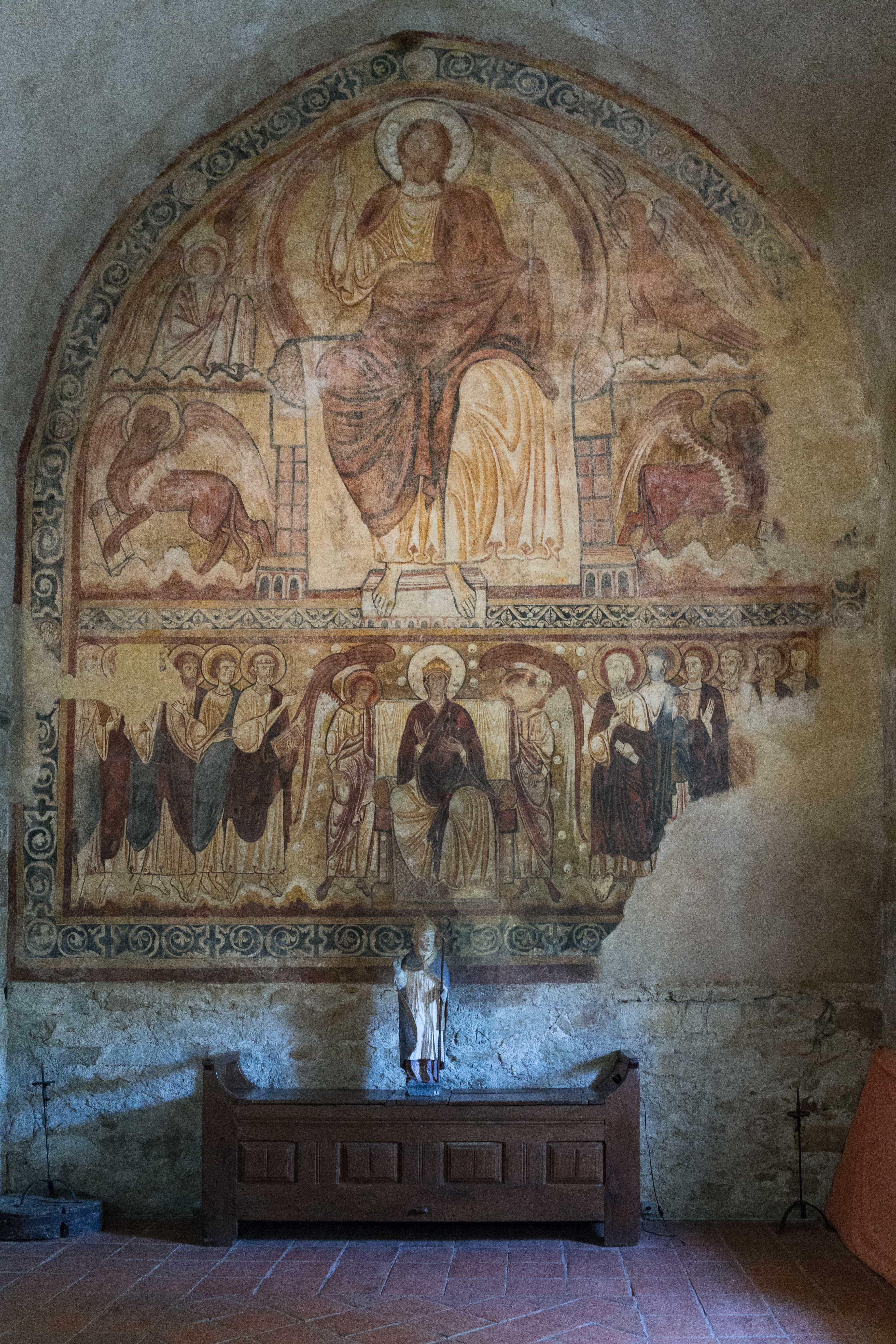
Fresque du réfectoire (XIIe siècle).
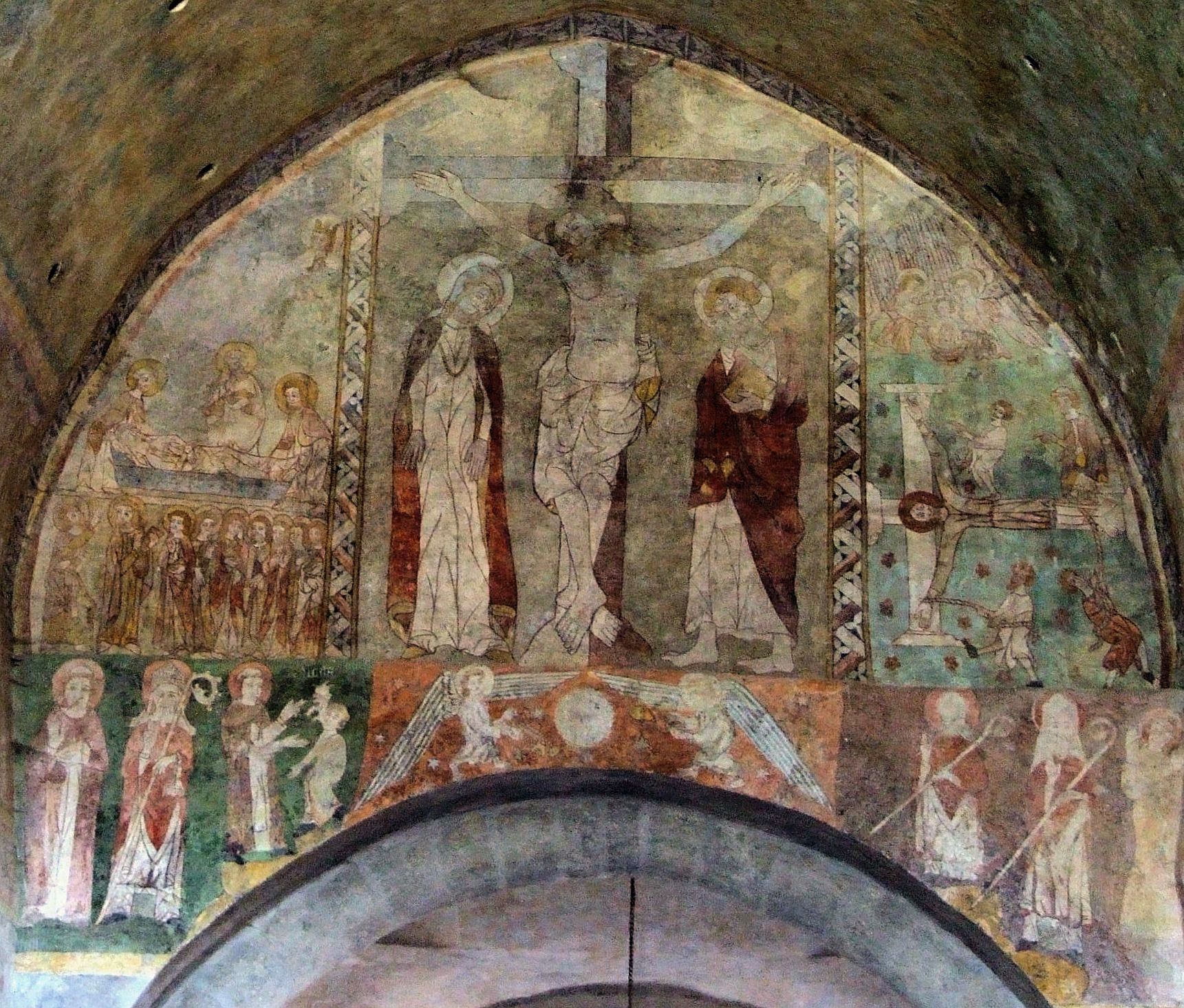
Fresque de l'église (XIVe siècle).

## Description
Subsistent l'église du XIe siècle, le cloître du XIIe siècle et un réfectoire plus tardif. Le clocher octogonal a été en partie tronqué à la Révolution. Des restaurations ont été entreprises pour mettre en valeur les restes des bâtiments conventuels inclus dans l'actuel village. Dans le cloître roman, de petites dimensions, mais complet, alternent colonnes simples et jumelées, surmontées de chapiteaux historiés.
- Longueur de l'église dans l'œuvre : 26,70 m.
- Largeur de la nef principale : entre 5,60 m et 5,30 m.
- Largeur au transept : 12,15 m.
- Hauteur de la nef : 14 m environ.
- Dimensions intérieures du cloître : environ 15,65 × 5,50 m.
- Réfectoire : environ 15,60 × 5,50 m.

## Protection aux monuments historiques
De nombreux éléments sont protégés au titre des monuments historiques français, :
- l'église abbatiale et le cloître, classés par liste en 1862 ;
- le réfectoire orné de fresques, classé en 1932 ;
- les ruines des bâtiments abbatiaux, une partie est classée en 1958, l'autre inscrite également en 1958 ;
- l'ancien logis de l'abbesse, classé en 1966 ;
- les jardins de l'abbaye, inscrits en 2001.

## Prieures et abbesses

### Prieures
1. 1148 ? Pétronille, fille de Jean vicomte de Murat[6].
2. 13..-1313  : Marguerite de Cotornat (?-1313). À la suite de son décès, Hugues d'Arc, abbé de l'abbaye de la Chaise-Dieu, présent à Chanteuges, charge Robert de Fargia, prieur de Montferrand, de procéder à sa place à la nomination de la nouvelle prieure. Il convoque les religieuses au chapitre ou trois d'entre elles furent chargées de choisir leur prieure. Ce sont Agnès, prieure de Chassignolles ; Alde Raolfe, de Vieille-Brioude ; et Raymonde de Saint-Marcel, qui désignèrent : Hélène, prieure de Thoulz[7].
3. 1313-13.. : Hélène, ancienne prieure de Thoulz, elle fit serment de fidélité devant le représentant de l'abbé de La Chaise-Dieu, le frère Durand, moine de La Chaise-Dieu, et prieur de Combs, ainsi que devant ses religieuses et Albert du Lac, prieur de Pinols, le 13 décembre 1313[7].
4. 1315 : Louise de Vissac.
5. 1518 : Antonie Loup de Beauvoir, prieure qui se démet de ses fonctions le 14 novembre 1518 en faveur de Pétronille de Lévis de Châteaumorand, prieure de Bonneval avec qui elle permute. Elle reste administratrice perpétuelle du couvent de Lavaudieu et nomme le 3 octobre 1519 Pétronille de Levis de Châteaumorand comme sa coadjutrice pour poursuivre dans le couvent la réforme et pour conférer les bénéfices[8].

### Abbesses
À partir de 1718 les prieures prennent le titre d'abbesses, que portent les trois dernières supérieures du couvent.

## Propriétés et revenus
En 1077, les prieurés de Censac, de Chassignoles, de Paulhaguet et d'Entremont sont rattachés à l'abbaye. Plus tard viendront s'ajouter les prieurés de Bonneval, de Saint-Didier-sur-Doulon et de Touls, ainsi que le prieuré de Sainte-Marie-de-la-Rocca en Lombardie.